# Denis Avey
Rimasi a guardare il Royal Liver Building, al di là della distesa sempre più ampia d'acqua torbida del Mersey, chiedendomi se avrei mai più rivisto gli enormi uccelli di metallo verdastro sulla sommità dell'edificio. A quel tempo Liverpool non aveva ancora subìto gravi bombardamenti. Avrebbe avuto la sua parte un mese dopo la mia partenza, ma per il momento era ancora una città relativamente tranquilla. Io avevo ventun anni, e mi sentivo invulnerabile. Se perdo un arto – promisi a me stesso – a casa non ci torno. Ero un soldato con i capelli rossi e un temperamento combattivo che mi avrebbe cacciato in un mucchio di guai, ma ero fatto così.»
(Denis Avey nell'incipit di Auschwitz. Ero il numero 220543)
Denis Avey (Essex, 11 gennaio 1919 – Bakewell, 16 luglio 2015) è stato un militare, ingegnere e autore britannico.
Prigioniero durante la Seconda guerra mondiale, lavorò come ingegnere all'IG Farben presso il Campo di lavoro di Monowitz (vicino ad Auschwitz). Durante quel periodo, fu in contatto con molti prigionieri ebrei deportati ad Auschwitz. Strinse amicizia in particolare con Ernst Lobethal, a cui contribuì a salvare la vita grazie al contrabbando di alcune sigarette, fatte arrivare apposta da lui. Per questo, nel 2010, ha ottenuto la decorazione di British Hero of the Holocaust dall'ex Primo Ministro britannico Gordon Brown. Avey afferma anche di aver conosciuto un ebreo olandese di nome Hans e con lui decise di avviare uno scambio di abiti per entrare all'interno del Campo di concentramento di Auschwitz e vivere da vicino gli orrori perpetrati dall'esercito nazista. La sua storia è raccontata in dettaglio nel libro, realizzato insieme al giornalista della BBC Rob Broomby, il memoriale Auschwitz. Ero il numero 220543 che è stato pubblicato nel 2011. Mentre sono pienamente confermate la presenza di Avey come prigioniero a Monowitz e la sua amicizia con Ernst Lobethal, della sua affermazione di essere entrato ad Auschwitz con uno scambio di abiti con il prigioniero Hans non si hanno conferme e in molti hanno anche espresso dubbi che una cosa simile sia stata effettivamente possibile.

## Biografia
Nasce nella contea di Essex, nel 1919. Ha compiuto gli studi scolastici presso il Leyton Technical College di Londra ed ha imparato, da ragazzo, la boxe. Si è sposato due volte ed ha proseguito la sua carriera di ingegnere, costruendo una fabbrica nei pressi di Newcastle.

## Carriera militare
È entrato nell'esercito nel 1939, all'età di 20 anni, a servizio della British Army, combattendo la Campagna del Nordafrica (1940-1943), all'interno dell'unità 7th Armoured Division della British Army. È stato catturato dai tedeschi mentre attaccava l'esercito del generale Erwin Rommel, durante l'assedio di Tobruch in Libia, vedendo morire davanti ai suoi occhi il suo migliore amico. Riuscito a scappare, fuggì verso la Grecia, passando per il Mar Mediterraneo, ma qui venne di nuovo notato e catturato.

## Permanenza ad Auschwitz
Nel 1943, venne trasferito al campo di lavoro di Monowitz, situato all'interno del complesso di Auschwitz e internato nell'industria IG Farben, fino al 1945. Durante la sua permanenza al campo, fece amicizia con il prigioniero ebreo Ernst Lobethal, che grazie anche al suo aiuto riuscì a sopravvivere. Avey mandò una lettera, tramite la madre, alla sorella e in aggiunta si fece mandare delle sigarette, unica merce di scambio di allora. Ernst sarà quindi evacuato dal campo di Auschwitz in una marcia della morte e creduto morto dall'amico.
Avey conobbe anche un altro prigioniero ebreo, il cui nome sembra avere pareri discordanti, ma da quanto ha sostenuto Avey stesso, si chiamava Hans ed era olandese. Con quest'ultimo, di comune accordo, avviò, per due notti, lo scambio degli abiti, per ottenere informazioni sul trattamento dei detenuti all'interno del campo, da parte delle SS Germaniche.

## Epilogo
Alla fine della guerra, dopo che l'esercito tedesco abbandonò la Polonia, venne lasciato libero insieme agli altri soldati inglesi e si convinse che il suo amico Ernst era rimasto ucciso durante la tragica "marcia della morte". Solo molti anni dopo, incontrando la sorella di lui, Susanne, scoprì che Ernst era invece sopravvissuto alla "marcia della morte" e era solo da poco venuto a mancare.

## Testimonianza
Di ciò che ha visto, Avey non ha raccontato nulla fino al 2003, poiché ha subito disturbi post trumatici da stress. La sua testimonianza non è stata quindi resa ad alcuno dei processi su Auschwitz. Nel 2011, ha realizzato, insieme al giornalista della BBC Rob Broomby, il memoriale Auschwitz. Ero il numero 220543.
Nel libro Denis Avey racconta la sua vicenda di prigioniero di guerra in Africa e quindi di deportato in Polonia, dove è messo ai lavori forzati nel campo di lavoro di Monowitz (a 4 chilometri da Birkenau). Qui conobbe il prigioniero ebreo Ernst Lobethal (che sopravvissuto all'Olocausto ne ricorderà anch'egli l'amicizia nelle sue memorie rilasciate per gli archivi dello USC Shoah Foundation Institute). Avey racconta anche di essere riuscito a trascorrere alcuni giorni ad Auschwitz-Birkenau scambiandosi di abito con un deportato ebreo olandese di nome Hans. Di questa visita ad Auschwitz però non si hanno riscontri oggettivi. Essa rimane una parte della sua testimonianza che non è stato possibile confermare dalla ricerca storica.

## Onorificenza
Per la sua testimonianza, nel 2010, è stato decorato dall'allora Primo Ministro britannico Gordon Brown, della British Hero of the Holocaust.

## Opere
- Denis Avey, Auschwitz. Ero il numero 220543, traduzione di Elena Cantoni, Newton Compton editori, 2011. ISBN 9788854131958